# Emil Adler Lei
Emil Adler Lei (tidigare Rosendal Lei), född 17 juni 1989, är en dansk låtskrivare.

## Låtar
- 2019 – Kongespil med Hjalmer (skriven tillsammans med Hjalmer Larsen och Lise Cabble).[1]

- 2019 – Tøs På Tværs med Luna Kira (skriven tillsammans med Julian Winding och Luna Kira Rud-Petersen).[2]

- 2019 – Cruel To Be Kind med Ea Kaya (skriven tillsammans med Christine Kiberg och Lauren Aquilina).[3]

- 2019 – The One You're Looking For med Jasmin Gabay (skriven tillsammans med Clara Sofie Fabricius, Jasmin Gabay och Lise Cabble).[4]

- 2019 – Dø Af Kærlighed med Pil (skriven tillsammans med Pil Jeppesen).[5]

- 2021 – Iron Heart med Ben & Tan (skriven tillsammans med Jimmy Jansson och Marcus Winther-John).[6]

- 2022 – Den Måneløse Nat – Tinka Og Sjælens Spejl med Malte August  (skriven tillsammans med Rasmus Walter och Marcus Winther-John).[7]

### Dansk Melodi Grand Prix
- 2019 – Love Is Forever med Leonora (skriven tillsammans med Lise Cabble och Melanie Wehbe).[8]

- 2020 – Yes med Ben & Tan (skriven tillsammans med Jimmy Jansson och Linnea Deb).[9]

### Melodifestivalen
- 2023 – Comfortable med Eden (skirven tillsammans med Benjamin Rosenbohm, Eden Alm och Julie Aagaard).[10]